# Antinous Mondragone
Pour les articles homonymes, voir Antinoüs (homonymie).
L'Antinoüs Mondragone est l'unique et colossal exemplaire (0,95 m de haut) en marbre du type iconographique déifié d'Antinoüs, l'amant de l'empereur Hadrien noyé dans le Nil en 130. Cette tête colossale a été réalisée entre 130 et 138 apr. J.-C., et aurait été redécouverte au début du XVIIIe siècle, près des ruines de la ville romaine de Tusculum,. Après sa redécouverte, elle fut conservée à la villa Mondragone dans le cadre de la collection Borghèse et, en 1807, elle fut vendue à Napoléon Bonaparte ; elle est aujourd'hui conservée au musée du Louvre à Paris.
Cette sculpture acrolithe a été réalisée sous le règne de l'empereur Hadrien, qui régna de 117 après J.-C. jusqu'à sa mort en 138 apr. J.-C. Il est largement admis qu’Antinoüs était l'amant d'Hadrien et qu’ils avaient des relations sexuelles. Cependant, cette relation n'a pas été documentée avec suffisamment de détails, de sorte qu'un grand nombre d'entre eux restent inconnus : il existe aujourd'hui de nombreuses théories autour de leur relation et de la mort controversée d'Antinoüs en 130 apr. J.-C..
Cette sculpture constitue l'une des nombreuses œuvres d'art réalisées dans le cadre du culte d'Antinoüs, un culte qui est censé s'être formé à partir du chagrin qu'Hadrien a ressenti à la suite de la mort de son amant. Parmi les trois types distincts de statues du culte d'Antinoüs, cette pièce appartient au type Mondragone, qui peut être identifié par la coiffure singulière qui fait référence au dieu grec Dionysos.

## Histoire
En 1618-1619, des piédestaux pour les antiquités exposées, y compris leurs bustes colossaux, commencent à être installés dans la galerie de la villa Mondragone, sise à Monte Porzio Catone. Ces bustes sont représentés par paires de figures masculines et féminines, qui suscitent souvent des désaccords quant à la personne qu'ils représentent ; la tête masculine qui est censée être une représentation de Jules César est  remplacée par la tête de Mondragone après sa récupération de la terre. On dit qu'elle a été trouvé près de Tusculum, plus précisément à Frascati entre 1713 et 1729 et qu'elle était certainement exposé dans le cadre de la collection Borghèse dans la villa Mondragone. Cependant, ces dates ont été contestées du fait que la tête d'Antinoüs a été enregistrée comme ayant été vue dans la galerie des décennies dès 1687, par Nicodème Tessin le Jeune, un architecte suédois qui a visité la villa.
En 1807, la sculpture est achetée avec une grande partie des collections Borghèse pour Napoléon ; la tête d'Antinoüs étant vendue pour l'un des prix les plus élevés de toute la collection. Quelque temps plus tard, une couche de cire brune a été ajoutée pour donner une finition opaque, ainsi que du plâtre autour de la base du cou pour donner à la statue un aspect plus complet ; ces deux éléments ont été retirés lors d'un nettoyage récent. L'œuvre est aujourd'hui conservée au musée du Louvre, mais elle a été présentée à la Institut Henry Moore de Leeds en 2006 pour l'exposition « Antinous : le visage de l'antique », et est revenue au Royaume-Uni pour l'exposition du British Museum « Hadrien : Empire et conflit » en 2008.

## Sujet

### Antinoüs et Hadrien

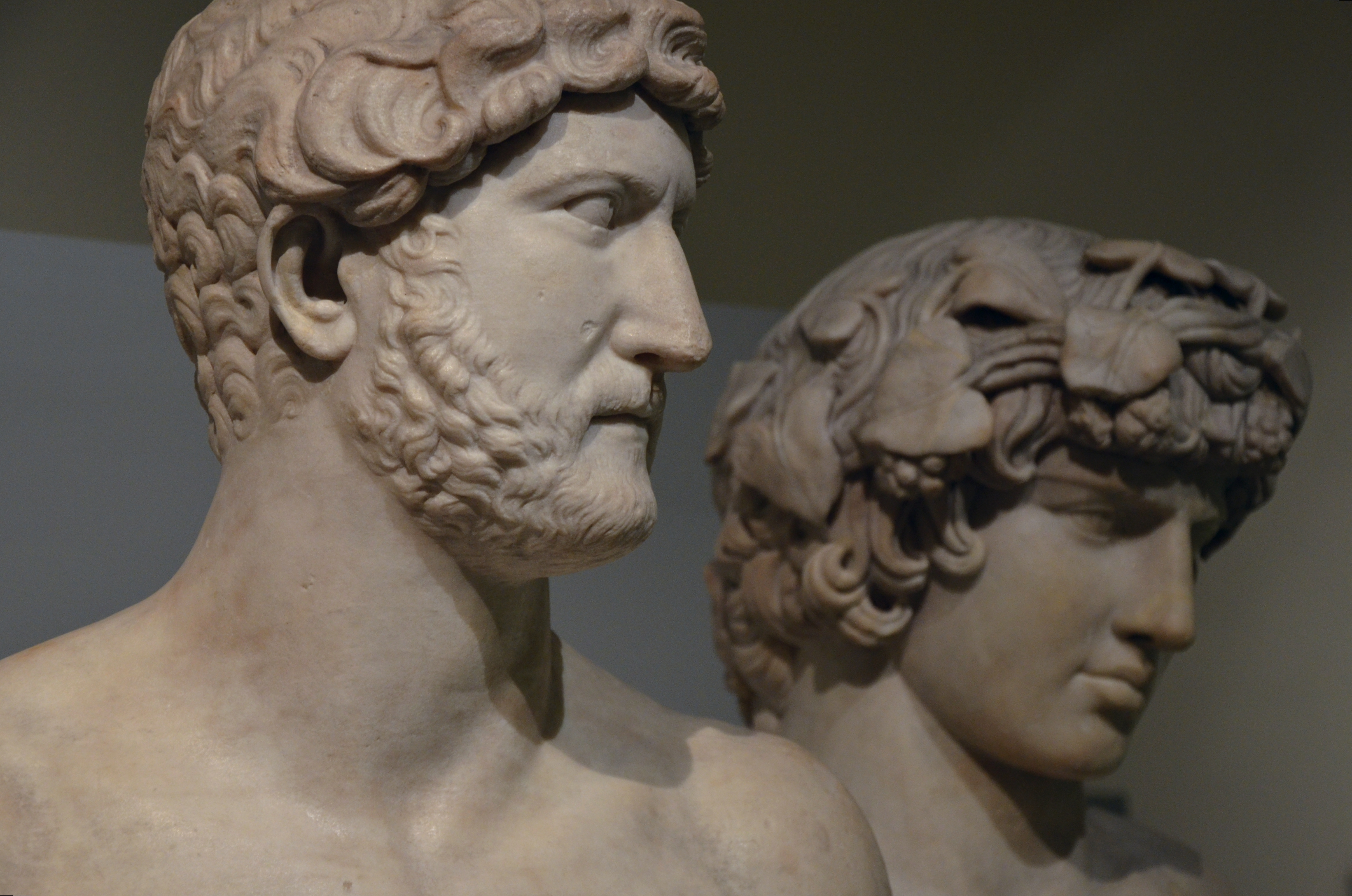
Bustes d' Hadrien (à gauche) et d'Antinoüs (à droite), tous deux faisant partie des marbres du collectionneur anglais Charles Townley, British Museum, Londres.

Antinoüs est un jeune garçon de Bithynium en Bithynie. Il est amené très tôt dans sa jeunesse dans la Rome impériale ; il y a peu d'informations sur sa vie ou sa famille. La première rencontre d'Antinoüs et d'Hadrien a suscité de nombreuses théories ; il existe différentes hypothèses sur les nombreuses façons dont leurs chemins ont pu se croiser. Cependant, il est largement reconnu que la relation d'Hadrien avec Antinoüs n'a commencé qu'au milieu ou à la fin de l'adolescence de ce dernier. En Grèce antique, leur relation est considérées de nature pédérastique, s'agissant d’une relation sexuelle entre un homme adulte et un garçon adolescent. En termes d'idéaux romains, il n'y a aucun problème à une relation entre deux hommes, tant que l'un des hommes n'est pas un concitoyen romain. D'après les nombreuses représentations d'Antinoüs, les historiens ont conclu qu'il avait entre 18 et 20 ans au moment de sa mort, donc qu'il était né entre 110 et 112 apr. J.-C..
Le récit de la mort d'Antinoüs en 130 apr. J.-C. est pour le moins douteux ; il n'existe aucun récit substantiel de celle-ci et les spéculations sur le sujet ne manquent pas. La théorie la plus largement acceptée est qu'il se serait noyé dans le Nil, comme le raconte Hadrien, mais les discussions et spéculations sur le sacrifice volontaire d'Antinoüs pour le bien d'Hadrien ou le sacrifice forcé d'Antinoüs par Hadrien demeurent nombreuses.

### Culte d'Antinoüs
Le culte d'Antinoüs était vivant et durable, encore plus que le culte impérial d'Hadrien. Il était également plus répandu, comme le montre le fait que la représentation d'Antinoüs est l'une des plus célèbres de l'Antiquité. Son image est également l'une des plus identifiées de l'Antiquité classique, avec celles des empereurs Hadrien et Auguste. Elle était répandue autour d'Alexandrie et en Asie Mineure, mais on trouve des traces de la vénération ou de l'influence d'Antinoüs dans des endroits comme la côte de l'Afrique du Nord. Le culte principal d'Antinoüs se situait à Antinoupolis en Égypte où deux temples ont été construits pour sa vénération. Il faisait l'objet de cultes importants dans de nombreux endroits qui possédaient des temples et des prêtres, comme à Hermopolis Magna, Oxyrhynque et Tebtynis. Treize villes au moins honoraient Antinoüs en Grèce Centrale et des lieux de culte étaient dispersés dans tout le Péloponnèse. À Mantinée, Antinoüs était considéré comme une sorte de dieu local ; deux temples témoignent de la vénération à son égard. On a découvert qu'Athènes possédait au moins quatre sculptures, parmi de nombreuses autres formes, témoignage de sa dévotion au dieu Antinoüs. Le lieu de naissance d'Antinoüs, la Bithynie, située en Asie Mineure, est le lieu où se déroulait l'un des cultes les plus importants et les plus vigoureux. Environ 27 villes connues d'Asie Mineure, conservent des preuves du culte au dieu Antinoüs, dans des endroits tels que Smyrne, Nicomédie et Taros. Dans la région connue aujourd'hui comme l'Italie, il y avait au moins dix régions qui exprimaient une forme de culte pour Antinoüs, avec sept temples en son honneur. De plus, la région où la tête de Mondragone a été trouvée au XVIIIe siècle se trouve à proximité de l'emplacement de la ville romaine de Tusculum. L'utilisation généralisée d'Antinoüs comme dieu, ainsi que celle de son image, ont contribué à un certain type d'union ou de collaboration entre les empires gréco-romain et égyptien.

## Description

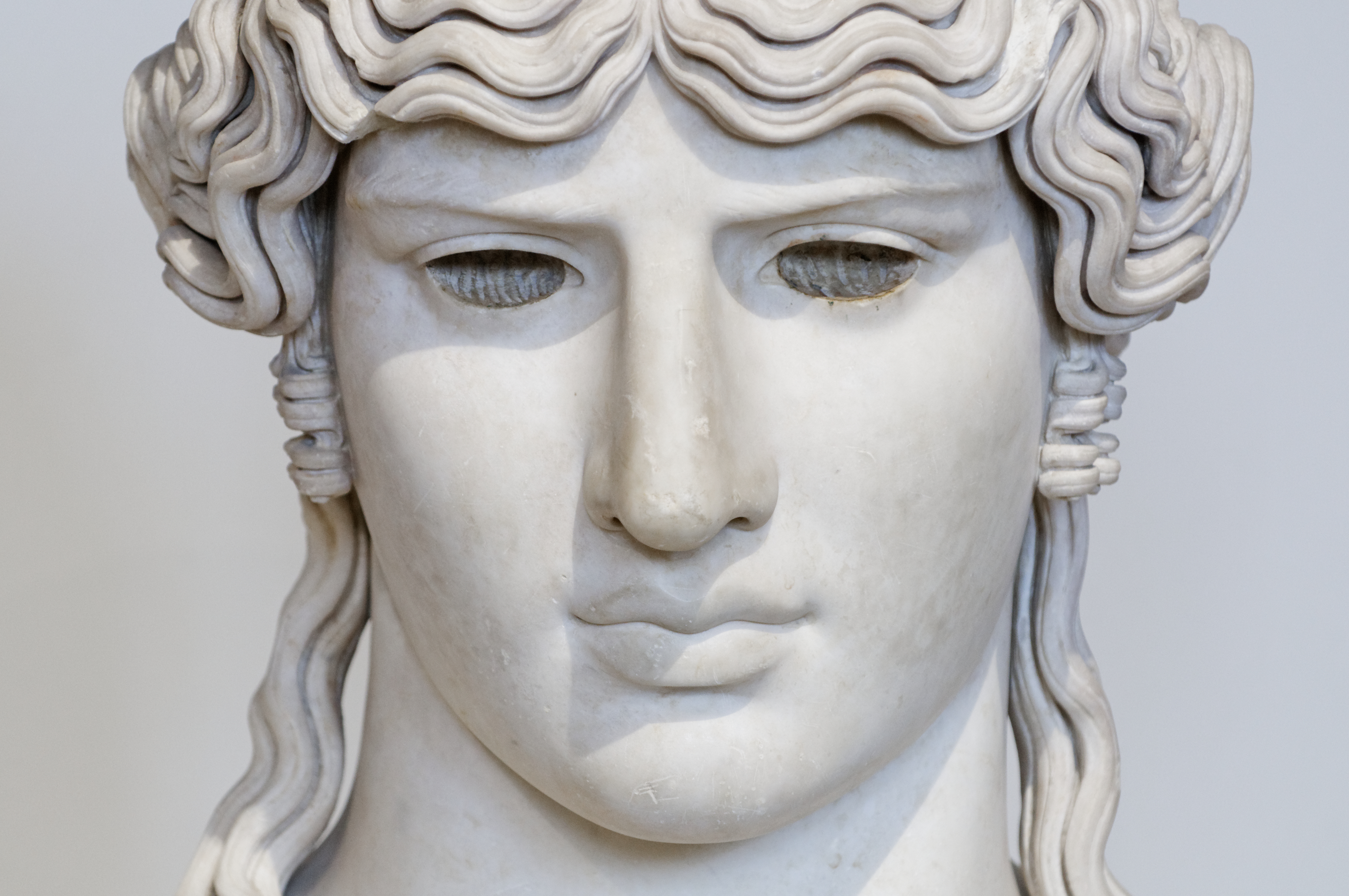
Vue de face d'Antinoüs Mondragone.

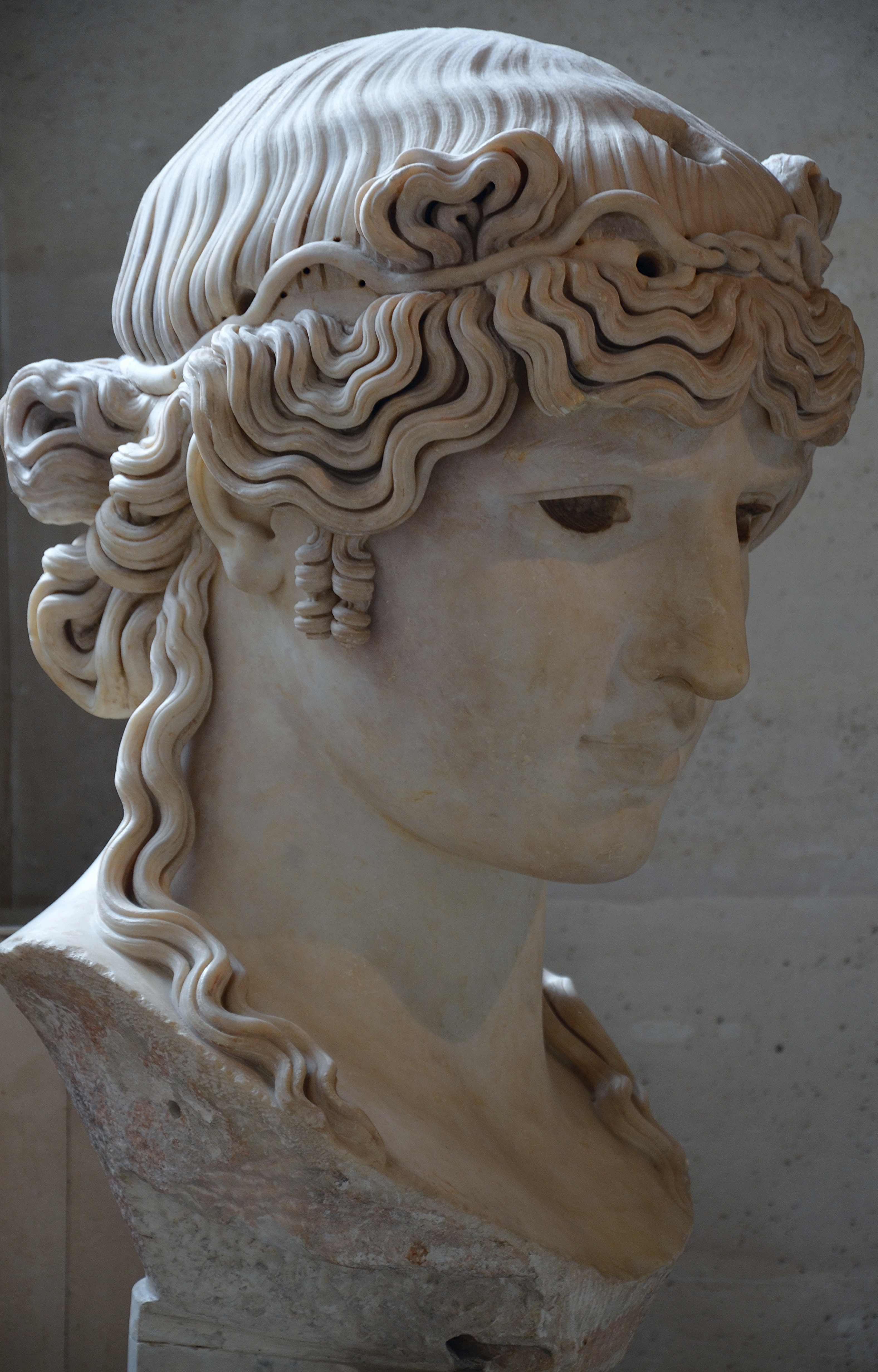
Vue latérale montrant les trous, ainsi que les feuilles restantes de la guirlande manquante.

La sculpture peut être identifiée comme Antinoüs grâce à ses sourcils striés, ses lèvres pulpeuses et boudeuses, son expression sombre et la torsion de sa tête vers le bas et la droite (rappelant celle de l'Athéna Lemnia), tandis que sa peau lisse et ses cheveux élaborés, séparés par une raie au milieu, reflètent ceux des représentations hellénistiques de Dionysos (son équivalent romain étant Bacchus) et d'Apollon,,,. Les mèches de cheveux latérales que l'on voit de chaque côté de cette tête d'Antinoüs peuvent également être trouvées sur celles de Dionysos, renforçant ainsi le lien entre les deux à travers la coiffure. Le géographe antique Pausanias le Périégète est le seul écrivain à fournir des « indications » iconographiques pour la compréhension de l'art d'Antinoüs. Il découvrit des similitudes entre certaines figures d'Antinoüs, comme l'Antinoüs de Mantinée, et Dionysos.
La tête de Mondragone faisait partie d'une idole acrolithe colossale du culte d'Antinoüs en tant que dieu. Les statues acrolithes ont été réalisées à l'aide d'une technique dans laquelle les artistes utilisaient une combinaison de bois et d'un certain type de pierre pour construire leurs sculptures. Dans le cas d'Antinoüs Mondragone, le marbre était la pierre de choix. Selon cette technique, le marbre n'aurait été utilisé que là où les parties du corps étaient visibles, à des endroits comme la tête, où le marbre représenterait la chair, alors que le bois aurait été utilisé pour fabriquer les parties habillées de la statue. On pense que cette technique a été utilisée plus souvent dans les régions où le coût des matériaux nobles, comme le marbre, était peut-être trop élevé ou difficilement disponible.
Trente et un trous de trois tailles différentes ont été percés pour la fixation d'une guirlande (éventuellement faite de feuilles de lierre ou de vigne) en métal. On pense que cette décoration de la tête était une sorte de taenia , la partie d'un costume que les Grecs portaient autour de la tête pendant les festivals et qui pouvait également être représentée portée dans des images de culte. Les yeux de la sculpture ont été perdus ; on pense qu'ils étaient réalisés en bronze, en ivoire ou en une pierre colorée.

### Style
La plupart des œuvres représentant Antinoüs peuvent être classées dans l'un des trois styles distincts : le type principal, le type égyptisant ou le type Mondragone. Le type principal comprend deux variantes : la variante A et la variante B, qui peuvent toutes deux être différenciées en observant la disposition des mèches de cheveux sur le front. L'historienne de l'art Caroline Vout soutient que l'utilisation de la méthode de la « disposition des mèches », en ce qui concerne le type principal, n'est pas un moyen sûr de conclure si une pièce doit ou non être qualifiée d'un certain type, mais que cela constituerait un facteur contributif important. Le type égyptisant, tout comme le type Mondragone, aide à faire passer l'idée qu'il n'y avait pas de modèle unique pour l'image cultuelle d'Antinoüs. Le type égyptisant est visuellement évident dans l'iconographie car il a été influencé ou réalisé en Égypte ; l'Antinoüs de la Villa d'Hadrien à Tivoli est un exemple de ce style particulier. Bien que les trois types présentent des différences iconographiques, de nombreuses représentations d'Antinoüs sont influencées par, ou utilisent l'iconographie de jeunes dieux, tels que Dionysos. Caroline Vout soutient que sans ces emprunts iconographiques, l'image culte d'Antinoüs ne consisterait qu'un autre joli garçon de la Rome impériale.

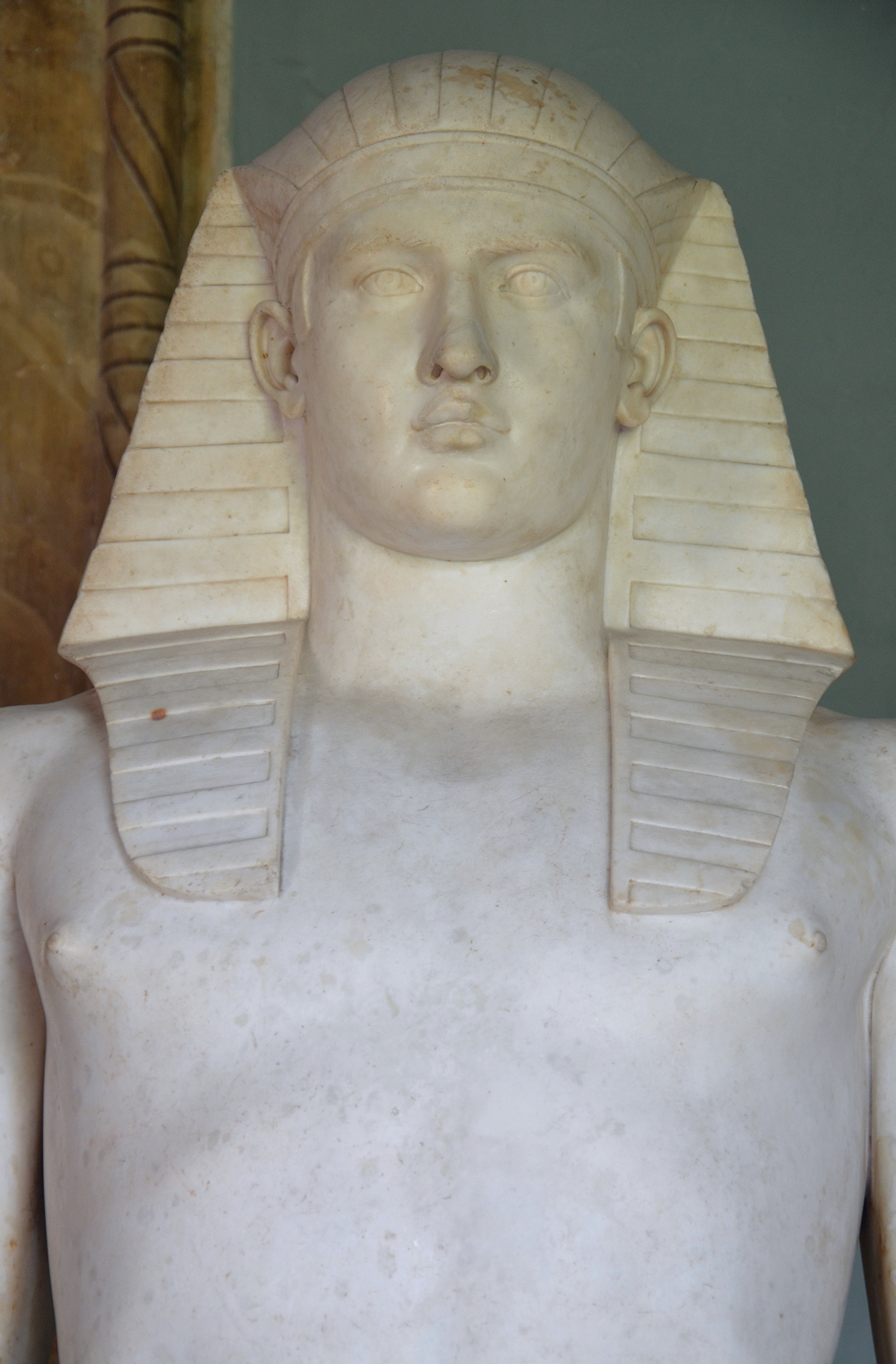
Statue d'Antinoüs en Osiris de la Villa d'Hadrien à Tivoli (131-138 apr. J.-C.), exemple de type égyptisant.
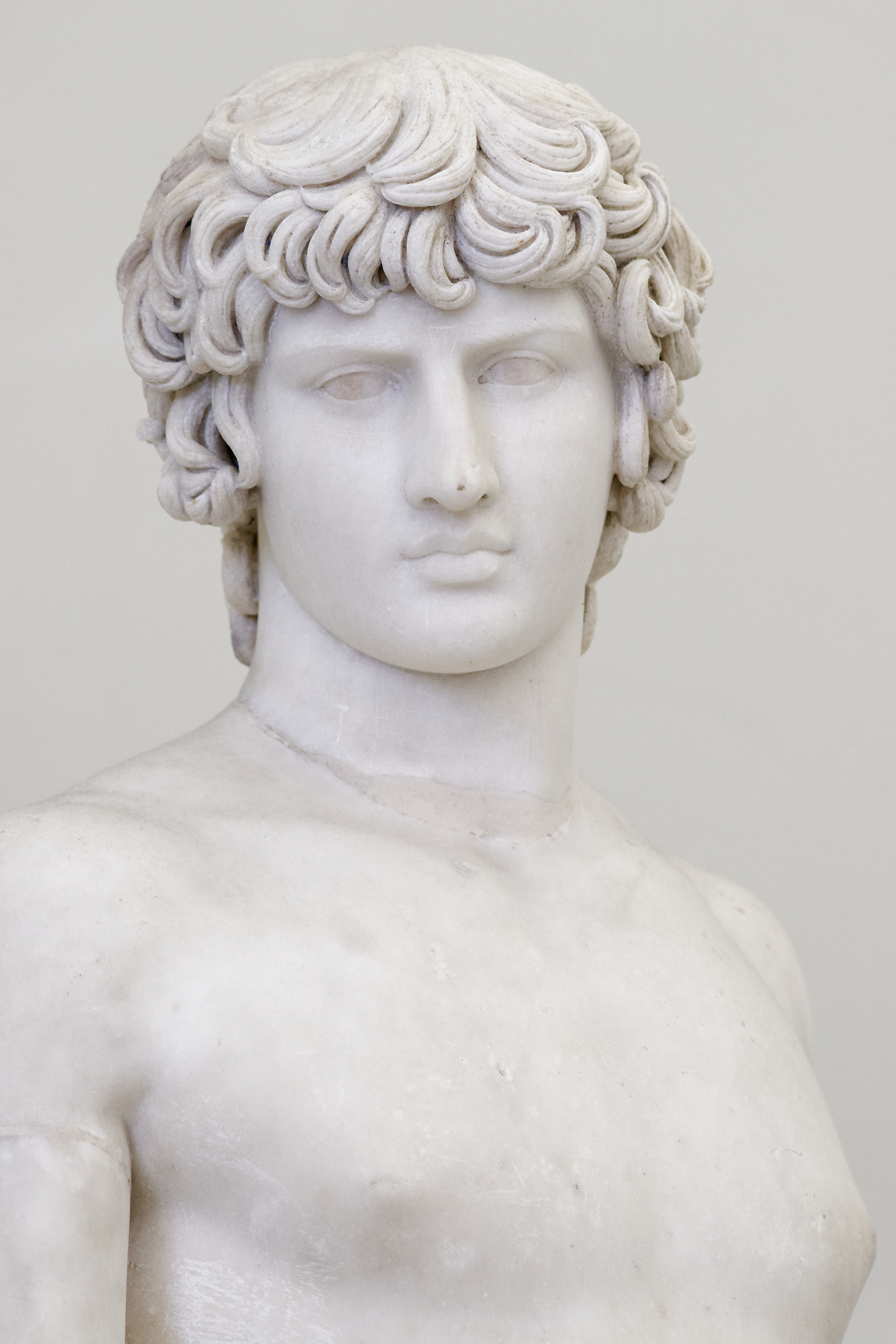
Statue d'Antinoüs Farnèse (130-137 apr. J.-C.), exemple du type principal.
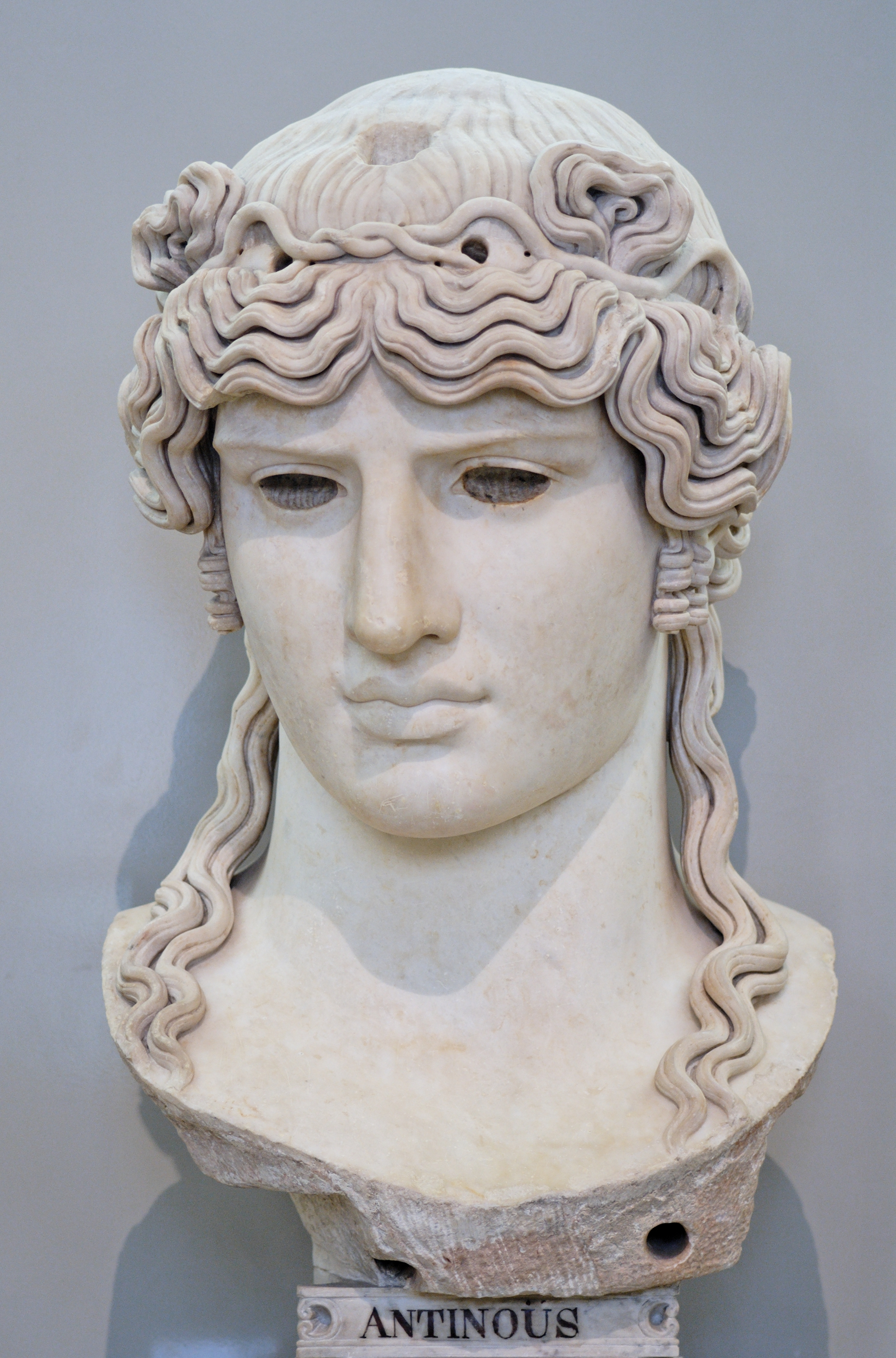
Statue d'Antinoüs Mondragone (130-138 apr. J.-C.), exemple du type Mondragone.

## Postérité
L'historien de l'art du XVIIIe siècle, Johann Joachim Winckelmann en a fait l'éloge dans son Histoire de l'Art Antique,  le qualifiant de « gloire et couronnement de l'art de cet âge, et des autres » et de « tellement immaculé qu'il apparaît fraîchement sorti des mains de l'artiste »,. C'est pourquoi, bien que d'époque romaine, il fait écho au style grec du Ve siècle av. J.-C., que Winckelmann préférait à l'art de la Rome antique. Contrairement à l’enthousiasme de Winckelmann, John Addington Symonds a critiqué la tête en 1879 pour sa « vacance et sa vie sans vie ».